# Poalé Agoedat Jisrael
Poalé Agoedat Jisrael (Hebreeuws: פועלי אגודת ישראל let. Agoedat Jisrael-Arbeiders), of als de Hebreeuwse acroniemen PAI of  PAGI  (Hebreeuws:  פאג"י of  פא"י), was een vakbond, een Joodse politieke partij in Polen en een kleine politieke partij in Israël.

## Geschiedenis
Poalé Agoedas Israel werd in 1922 in Lodz, Polen, opgericht als een werknemersassociatie van de Poolse Agoedas Israel. Behalve een vakbond, leverde ze kandidaten aan voor de Poolse verkiezingen tijdens het interbellum. 
Met de oprichting van de staat Israël werd Poalé Agoedas Israel een ultraorthodoxe arbeiderspolitieke partij geassocieerd met Agoedat Jisrael. Ze maakten ook deel uit van de Histadroet . 
Bij de verkiezingen voor de eerste Knesset kwam de partij op een gemeenschappelijke lijst met de andere religieuze partijen van die tijd: Agoedat Jisrael, Mizrachi en Hapoel HaMizrachi. De gezamenlijke lijst had de naam Verenigd Religieus Front en won 16 zetels in de Knesset. Ze sloten zich aan bij de coalitieregering van David Ben-Gurion, met de partijen Mapai, de Progressieve Partij, de Sefardim en de Oosterse Gemeenschappen en de Democratische Lijst van Nazareth. 